# Oroszország elnökeinek listája
Ezen a lapon Oroszország elnökeinek listája látható, mely az orosz államfőket tartalmazza 1991-től.
Az Oroszországi Föderációnak 1991-es megalakulása óta három elnöke volt, akik közül a jelenlegi elnök, Vlagyimir Putyin egy megszakítással töltötte/tölti be a posztot.

## Oroszország elnökei
|                   | Hivatali idő     | Megjegyzések                 |
| ----------------- | ---------------- | ---------------------------- |
| Borisz Jelcin     | 1991–1999        | 8 évig és 174 napig          |
| Vlagyimir Putyin  | 1999–2008        | először; 8 évig és 128 napig |
| Dmitrij Medvegyev | 2008–2012        | 4 évig                       |
| Vlagyimir Putyin  | 2012– hivatalban | másodszor; 13 éve            |

## Fordítás
Ez a szócikk részben vagy egészben  a   President of Russia című angol Wikipédia-szócikk fordításán alapul.  Az eredeti cikk szerkesztőit annak laptörténete sorolja fel. Ez a jelzés csupán a megfogalmazás eredetét és a szerzői jogokat jelzi, nem szolgál a cikkben szereplő információk forrásmegjelöléseként.